# Pterygellus polymorphus
Pterygellus polymorphus é uma espécie de fungo pertencente à família Cantharellaceae.